# Pimpla indura
Pimpla indura är en stekelart som beskrevs av Théobald 1937. Pimpla indura ingår i släktet Pimpla och familjen brokparasitsteklar. Inga underarter finns listade i Catalogue of Life.